# El Bálsamo, Mexiko
El Bálsamo är en ort i Mexiko.   Den ligger i kommunen Ocozocoautla de Espinosa och delstaten Chiapas, i den sydöstra delen av landet, 700 km öster om huvudstaden Mexico City. El Bálsamo ligger 428 meter över havet och antalet invånare är 112.
Terrängen runt El Bálsamo är kuperad. Runt El Bálsamo är det ganska tätbefolkat, med 58 invånare per kvadratkilometer. Närmaste större samhälle är El Progreso, 19,2 km öster om El Bálsamo. I omgivningarna runt El Bálsamo växer i huvudsak städsegrön lövskog.